# Laura Chinchilla
Laura Chinchilla (San José, 28. ožujka 1959. -  ) - bivša predsjednica Kostarike od 8. svibnja 2010. do 8. svibnja 2014., i prva žena na toj funkciji. 

## Životopis
Rođena je kao kćer državnog kontrolora Rafaela Ángela Chinchilla Fallasa i majke Emilce Miranda Castillo.
Završila je studij politologije na Kostarikanskom sveučilištu "Universidad de Costa Rica" i kasnije javnu politiku na Sveučilištu Georgetown kraj Washingtona.

## Politička karijera
Imenovana za potministricu Ministarstva prava od 1994. do 1996. godine. A od 1996. do 1998. godine bila je ministrica javne sigurnosti Kostarike. Od 2006. do 2008. godine izabrana je pod vladom stranačkog kolege Óscara Arias za prvu dopredsjednicu Kostarike u povijesti.

## Osobni život
Laura Chinchilla je udama za španjolskog odvjetnika José María Rico Cueto-a i ima jednog sina. 